# Eugène Aynsley Goossens

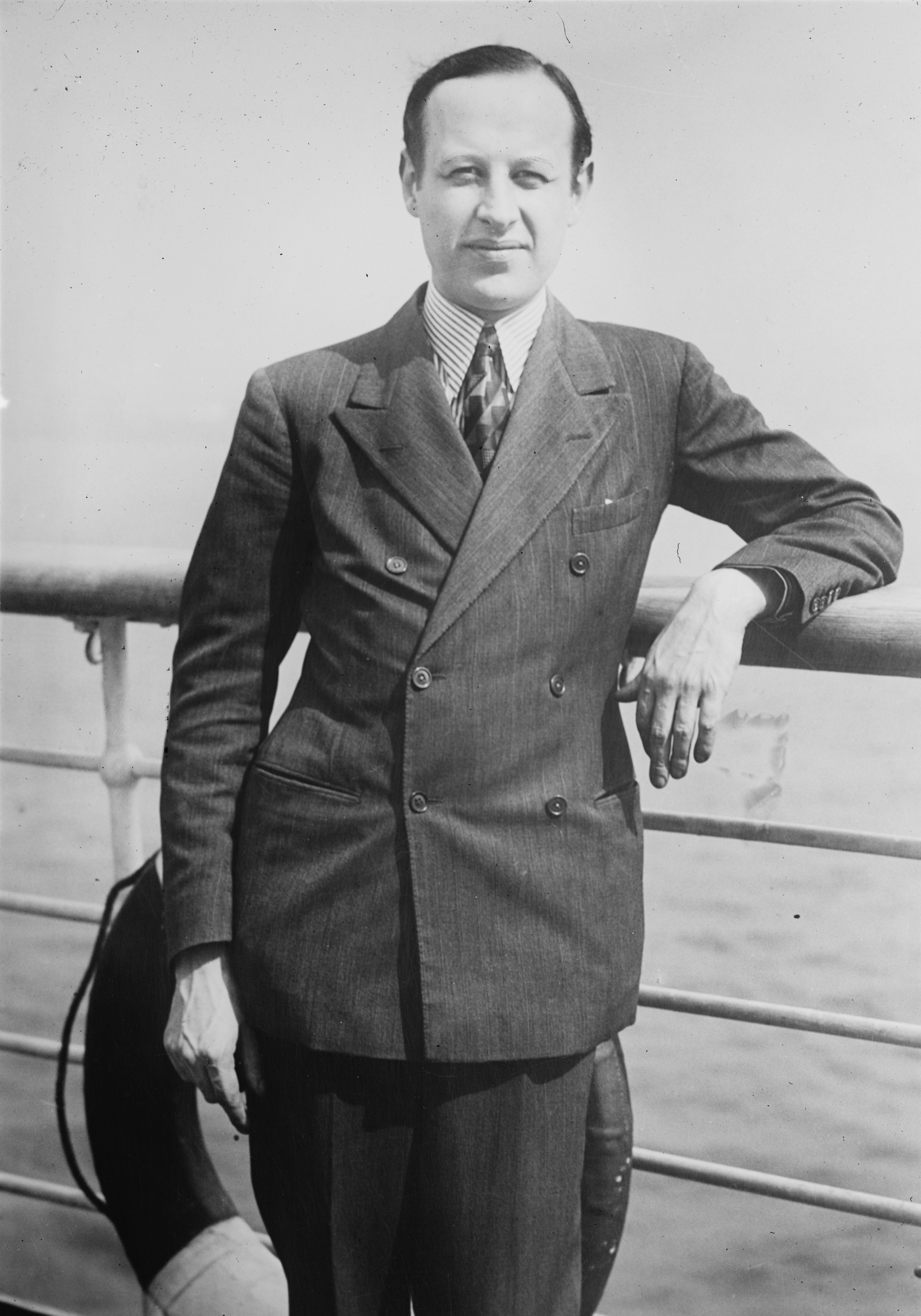
Eugène Aynsley Goossens

Sir Eugene Aynsley Goossens (Londen, 26 mei 1893 - Middlesex, 13 juni 1962) was een Engelse componist en dirigent.
Goossens werd geboren in Londen, als de zoon van de dirigent en violist Eugène Goossens. Hij studeerde in Brugge en Liverpool, en in Londen aan het Royal College of Music onder Charles Villiers Stanford. Hij was violist in het Queen's Hall Orchestra van 1912 tot 1915, voordat hij opviel als dirigent met een optreden van Stanfords opera The Critic (1916). In 1921 gaf hij de Britse concertpremière van Igor Stravinsky's Le Sacre du printemps. 
Van 1923 tot 1931 was hij dirigent van het Rochester Philharmonic Orchestra; van 1931 tot 1946 was hij dirigent van het Cincinnati Symphony Orchestra; en van 1947 tot 1956 werkte hij in Australië, met het Sydney Symphony Orchestra en andere groepen, en was directeur van het NSW State Conservatorium of Music. Hij behield deze posities tot maart 1956, toen hij verplicht werd af te treden vanwege een publiek schandaal nadat hij pas een jaar tevoren was geridderd.
Hoewel Goossens eerste composities kleinschalig waren – pianowerken, liederen, kamermuziek – schreef hij ook al vroeg voor orkest, waaronder Variations on a Chinese Theme (1911), Miniature Fantasy voor strijkers (1911), Perseus, een symfonisch gedicht (1914), en Ossian, een symfonische prelude (1915). Hij schreef in 1918 mee met Variations on Cadet Rousselle. In dit stadium vertoont Goossens' muziek de invloed van de Franse School en in het bijzonder die van Claude Debussy. Hij voltooide zijn First Symphony in 1940 in Cincinnati en zijn Second Symphony ging in 1946 in première. Goossens componeerde twee opera's, Judith (1925) en Don Juan de Mañara (1934), een oratorium, Apocalypse (1951) en een overvloedige hoeveelheid andere werken waaronder orkest-, kamer- en instrumentale muziek.  Zijn muziek was enige jaren na zijn dood van het toneel verdwenen totdat ze in het midden van de jaren negentig weer opdook met opnamen van de Australian Broadcasting Corporation.
- Australian Dictionary of Biography: goossens-sir-eugene-aynsley-10329
- Biblioteca Nacional de España: XX893678
- Bibliothèque nationale de France: cb138946086 (data)
- Gemeinsame Normdatei: 122922980
- International Standard Name Identifier: 0000 0001 1055 2763
- Library of Congress Control Number: n83065597
- Nationale Bibliotheek van Letland: 000337704
- MusicBrainz: d1502259-908b-4ae1-a6c9-9f58dfc12dfa
- Nationale Bibliotheek van Tsjechië: xx0109884
- Nationale bibliotheek van Australië: 35134666
- Nationale Bibliotheek van Israël: 987007284363405171
- Nederlandse Thesaurus van Auteursnamen: 251053067
- Istituto Centrale per il Catalogo Unico: UBOV229037
- SNAC: w6ws91fg
- Système universitaire de documentation: 080495621
- Trove: 837244
- Virtual International Authority File: 37101882
- WorldCat: E39PBJvXmR9fWv3pGHvDYwqmh3